# يان هيو
يان هيو (بالإنجليزية: Ian Vaughan)‏ هو لاعب كرة قدم بريطاني، ولد في 3 يوليو 1961 في شفيلد في المملكة المتحدة. لعب مع ستوكبورت كونتي ونادي بيرتن ألبيون ونادي روذرهام يونايتد.